# Pardiglanis tarabinii
Pardiglanis tarabinii — єдиний вид роду Pardiglanis з підродини Claroteinae родини Claroteidae ряду сомоподібних. Інша назва «сомалійський великий сом». Наукова назва походить від грецьких слів pardias, тобто «риба, схожа на кефаль», glanis — «сом».

## Опис
Загальна довжина досягає 75 см. Спостерігається статевий диморфізм: самці більші за самиць. Голова доволі велика, широка, сплощена зверху. Очі невеликі. Є 4 пари вусів, найдовшими є вуса з кутів рота. Тулуб масивний, кремезний, звужується до хвоста. Спинний плавець високий, з короткою основою. Грудні плавці помірно широкі. Черевні плавці невеличкі. Жировий плавець помірного розміру. Анальний плавець короткий. Хвостовий плавець усічений, трохи звужений.
Забарвлення коричневе, плавці значно світліше, спина є сіруватою.

## Спосіб життя
Воліє до прісних водойм. Є демерсальною рибою. Зустрічається частіше на піщаній мілині. Полюбляє закопуватися у мул або інший ґрунт, завдяки чому витримує періоди посухи. Живиться водними безхребетними та рибою.
Тривалий час був об'єктом місцевого рибальства, поки цього сома не було занесено до Міжнародної Червоної книги.

## Розповсюдження
Мешкає у річці Тана (Кенія) та Джуба (Сомалі). Також є відомості про зустріч з цим сомом в річці Вебі-Шебелі (Сомалі) та Евасо Нг'іро (Кенія), проте вони достеменно не підтверджені.